# Theodistik
Die Theodistik ist eine junge Disziplin innerhalb der historischen Sprachwissenschaft, die das historische Verhältnis zwischen den westgermanischen Sprachen Niederländisch und dem hochländischen Deutsch erforscht. Sie wird als Subdisziplin der historischen Sprachwissenschaft definiert, die sich ihrem Forschungsthema (dem historischen Verhältnis von Deutsch und Niederländisch) durch eine Vielfalt an Zugangsweisen nähert.

## Name
Im Mittelalter und in der Frühen Neuzeit gab es in dem heutigen deutschen und niederländischen bzw. niederfränkischen Sprachgebiet keine standardsprachlichen Einheitsareale, sondern ein Kontinuum kontinentalwestgermanischer Dia- und Regiolekte, das die ineinander fließenden Teilkomplexe des Hochdeutschen, Niederländischen (Niederfränkischen) und Niederdeutschen (Niedersächsischen) umfasste und mit der gemeinsamen Selbstbezeichnung diutesch, duutsch (später diphthongiert: duytsch), dietsch und düdesch belegt wurde. Bei diesen Termini handelt es sich um Einzelbenennungen für das Hochdeutsche, Niederländische bzw. Niederfränkische und Niederdeutsche bzw. Niedersächsische und um regionale Lautvarianten ohne Bedeutungsunterschied, die sich alle auf ein gemeinsames, intern stark differenziertes Diasystem bezogen. Der belgisch-flämische Linguist Luc De Grauwe plädierte dafür, dieses Diasystem aufgrund der Selbstbezeichnung als „Theodisk“ zu bezeichnen. Der Vorteil dieses Namens sei, dass er eine überregionale Zusammengehörigkeit des Kontinentalwestgermanischen gegenüber der lateinischen Bildungssprache und den benachbarten romanischen Volksvarietäten zum Ausdruck bringe, während gleichzeitig alle potenziell anachronistischen Assoziationen mit den modernen Bezeichnungen „(Hoch-)Deutsch“ und „Niederländisch“ vermieden würden.

## Definition und Hintergrund
Die Theodistik ist ein Versuch, zwei vorherrschende traditionelle Positionen zum Verhältnis zwischen Niederländisch und Deutsch in Einklang zu bringen.
Traditionell lassen sich zwei Perspektiven unterscheiden. Eine, in dem Niederländisch bzw. Niederfränkisch als eine deutsche Sprachform der niederen Lande (Niederdeutsch) gilt, die seinen Ursprung im Mittelalter hat, aber Teil des Dialektkontinuums blieb und dann zu einer eigenständigen Standardsprache entwickelt wurde, weil sich die Niederlande nicht an einer gemeinsamen hochdeutschen Standardsprache beteiligen wollten. Ihre eigene (niederfränkische) Standardsprache bezeichneten sie dann über einen langen Zeitraum als „Niederdeutsch“. Diese sprachwissenschaftlich korrekte Sichtweise hat ihren Ursprung im deutschen Humanismus und war in der Germanistik des 19. und Teilen des 20. Jahrhunderts vorherrschend, wo sie aber häufig auch mit nationalen Ideologien in Verbindung gebracht und manchmal zur Legitimierung einer „annexationistischen Raumpolitik“ genutzt wurde. Die politische Sichtweise der Niederlande hierzu hatte sich mit der Trennung des Landes vom römisch-deutschen Reich nach dem Westfälischen Frieden und der Entwicklung der Niederlande zu einer Seefahrernation allmählich geändert und wird bis heute politisch verteidigt. Bei der ersten und zweiten Perspektive werden Niederländisch und Hoch-Deutsch von Anfang an als zwei getrennte, wenn auch eng verwandte Standardsprachen betrachtet. Diese Sichtweise ist unbestritten und wird heute allgemein anerkannt, politisch motiviert und frei von Chauvinismus und Nationalismus, aber empfindlich gegenüber Anachronismen und Teleologie, da einige Ideologen die theoretische Möglichkeit sehen, dass die niederländischen und deutschen Einheitsareale, wie sie heute bestehen, in eine Vergangenheit zurückprojektiert werden, wo von ihnen in der sprachlichen Wirklichkeit noch keine Rede war, und dass weitere Sprachen und Varietäten (insbesondere das niedersächsische Niederdeutsch) vernachlässigt werden, obwohl diese im historischen Verhältnis des Hochdeutschen zum (niederfränkischen) Niederländischen ebenfalls eine Rolle gespielt haben.

## Forschungsgebiet
Die Gegenstandsbereiche der Theodistik lassen sich in zwei Hauptbereiche gliedern, die jeweils drei Untergliederungen haben: der metasprachliche Bereich, bestehend aus Forschungen zu Sprachbewusstseinsgeschichte, Begriffsgeschichte und Diskurs- und Ideologiegeschichte, und der objektgeschichtliche Bereich, der sich mit Sprachsystemgeschichte, Literaturgeschichte und Variations- und Varietätengeschichte als Untergliederung befasst.
Die theodistische Forschung hat sich bisher vor allem auf solche Aspekte der (externen) Sprachgeschichte konzentriert, die metasprachlichen Charakter haben. Dazu zählen insbesondere die Geschichte der sprachlichen Selbstbezeichnungen, das Sprachbewusstsein sowie die Darstellung des historischen Verhältnisses zwischen Deutsch und Niederländisch in der deutschen und niederländischen Sprachgeschichtsschreibung. Der bislang am wenigsten untersuchte Bereich der Objektgeschichte betrifft die Variations- und Varietätengeschichte. Ein zentraler Aspekt dieses Feldes ist die Frage, wie der Zerfall des Theodisk und die Entstehung des modernen Deutschen und Niederländischen auf der Grundlage der Quellen angemessen beschrieben werden können. Im Bereich der Literaturgeschichte kann die Theodistik an die Erkenntnis anknüpfen, dass bestimmte mittelalterliche Autoren nicht klar der deutschen oder niederländischen Literatur zugeordnet werden können. Ein Paradebeispiel eines solchen ‚theodistischen‘ Autors ist Heinrich von Veldeke.